# Cambiano
Cambiano es un municipio italiano situado en la ciudad metropolitana de Turín, en Piamonte. Tiene una población estimada, a fines de noviembre de 2022, de 5879 habitantes.

## Evolución demográfica
| Gráfica de evolución demográfica de Cambiano entre 1861 y 2022 |
|                                                                |
| Fuente: ISTAT - Elaboración gráfica de Wikipedia               |